# Hanbin
Der Stadtbezirk Hanbin (汉滨区,  Hànbīn Qū) ist ein Stadtbezirk der bezirksfreien Stadt Ankang im Süden der Provinz Shaanxi in der Volksrepublik China. Der Stadtbezirk hat eine Fläche von 3.644 km² und ca. 894.853 Einwohner (Stand: Zensus 2020). Er ist Zentrum und Sitz der Stadtregierung.

## Administrative Gliederung
Auf Gemeindeebene setzt sich der Stadtbezirk aus drei Straßenvierteln, zwanzig Großgemeinden und dreiundzwanzig Gemeinden zusammen. 